# Маловиште
Маловиште (мкд. Маловиште) је насеље у Северној Македонији, у јужном делу државе. Маловиште припада општини Битољ.

## Географија
Насеље Маловиште је смештено у јужном делу Северне Македоније. Од најближег већег града, Битоља, насеље је удаљено 25 km западно.
Маловиште се налази у области Ђаваткол, планинске области између Пелагоније и басена Преспанског језера. Насеље је смештено високо, на северним висовима планине Баба. Близу села су границе националног парка „Пелистер“. Кроз село притиче поток, који испод гради реку Шемницу. Надморска висина насеља је приближно 1.130 метара.
Клима у насељу је планинска због знатне надморске висине.

## Историја
Маловиште је село познато још из времена Карађорђа и Милоша Обреновића. Под тешким турским режимом мештани Аромуни (Цинцари) као први печалбари упутили су се у слободну Шумадију. Населили су се углавном у градским срединама као у Крагујевцу, Нишу, Крушевцу, Јагодини, Параћину, Лесковци и другим. Вредни и штедљиви Маловиштани су успевали да се скуће у новој средини и да доведу остатак породице. Крајем 19. века 60% печалбара је емигрирало из тог места у Србију. По тој чињеници Маловиште је било добро знано. Маловиштанске породице насељене у Србији биле су: Палигорићи, Стојановићи, Дунде, Ћермиле, Голићи, Кражићи, Ђорђевићи, Симићи, Мишићи, Димовић и други. Насељеници из Старе Србије су се истакли у борби за ослобођење и уједињење. Такође су одиграли значајну улогу у привредном, друштвеном и културно националном животу нове домовине.
Из Маловишта је био пореклом Коста Стојановић министар у српској влади. У Лесковцу је живео и бавио се трговином најбогатији Маловиштанац, Димитрије Олде. Женидбом са Костадинком, печалбар Мита се повезао са породицом и њиховом великом старом лесковачком трговачком фирмом, "Хаџи Ђорђевић-Кажић". Године 1936. основали су пожртвовани супружници (чији је син јединац Тодор рано умро) своју хуманитарну "Задужбину", у коју је имао да уђе сав њихов иметак стицан пун век. Процењена је вредност имовине у износу од преко два милиона динара. Задужбина је поред осталог требало да отвори и Дечји дом за смештај сироте деце.
До 1915. године Маловиште је било велико и богато место са 700 кућа. Ту су имали - задржали куће (као викендице) многи богати мештани становници Србије. Због својих веза са Србијом и посведочене наклоности, међутим пострадали су ратне 1916. године, од стране Бугара. Бугарска војска је становништво масовно интернирало, а куће опљачкала и порушила. Од грађе правили су ровове и користили је за огрев.
Након рата у село су се вратили махом сиромашни становници, па је остало укупно 160 кућа. Маловиште је у административном погледу било у саставу општине Цапарске, среза Битољског.
Поред православне цркве посвећене Св. Петки у Маловишту која има изузетно вредан иконостас, од значаја је и манастир Св. Ане који се налази у близини. Радило се пред Други светски рат да то високо планинско место званично буде проглашено као "туристичко".
Аромуни из Маловишта који су живели између два рата у Крагујевцу. Постојало је од 1934. године Удружење Маловиштанаца (трговаца и занатлија) у Крагујевцу, на чијем челу је био кафеџија Никола Симић - Мојсе. Славили су (1928) са особеним ритуалом Св. Јована, када су освећивани хлеб и крст. Удружење је радило на помагању и унапређењу свог Маловишта. У Крагујевцу су подигли свој Дом, у којем је требало да станују деца из Маловишта, док се буду школовала у Крагујевцу.

### Манастир Свете Ане
Манастир су подигли давно сами мештани у густој шуми, изнад села око лековитог извора. Мештанин Никола Димитриу је био 1769. године ктитор бакрореза иконе "Света Ана са Богородицом", који је поклонио "Скиту Св. Ане". Отисак је сачуван у Уметничкој збирци у Сентандреји.

## Становништво
Маловиште је према последњем попису из 2021. године имало 50 становника. У ранија времена Маловиште је бројало и 1.000 житеља.
| Национални састав према попису из 2021.‍ | Национални састав према попису из 2021.‍ | Национални састав према попису из 2021.‍ | Национални састав према попису из 2021.‍ | Национални састав према попису из 2021.‍ |
| --------------------------------------- | --------------------------------------- | --------------------------------------- | --------------------------------------- | --------------------------------------- |
|                                         |                                         |                                         |                                         |                                         |
| Аромуни                                 | Аромуни                                 |                                         | 44                                      | 88%                                     |
| Македонци                               | Македонци                               |                                         | 2                                       | 4%                                      |

Већинска вероисповест је православље.